# 三崎凹腹鳕
三崎凹腹鳕（学名：Ventrifossa misakia）为輻鰭魚綱鱈形目鼠尾鳕科凹腹鳕属的鱼类。分布于日本南部千叶县、爱知县、三重县及高知县等外海、菲律宾吕宋岛东南外海以及东中国海等，常生活于西北太平洋底质为灰沙泥质的海区以及水深400-700.5米，體長可達40公分，棲息在底層水域，生活習性不明。该物种的模式产地在Sagami湾。